# Kaya (Burkina Faso)
Ne doit pas être confondu avec Kayao ou Kayan.
Pour les articles homonymes, voir Kaya.
Cet article concerne la ville chef-lieu. Pour le département et la commune urbaine, voir Kaya (département).
Kaya est une ville du département et la commune urbaine de Kaya, dont elle est le chef-lieu, située dans la province du Sandbondtenga et la région du Kuilsé au Burkina Faso. La ville est également le chef-lieu de la province et de la région.

## Géographie

### Situation et environnement
Kaya se trouve à quelque 100 km au nord-est de la capitale, Ouagadougou

### Démographie
Kaya, capitale de la région Centre-Nord, est classée parmi les cinq plus grands centres urbains du Burkina Faso.
- En 2006, Kaya comptait 54 365 habitants recensés[1], répartis dans sept secteurs :

- Secteur 1 : 7 855 habitants
- Secteur 2 : 6 783 habitants
- Secteur 3 : 7 058 habitants
- Secteur 4 : 13 238 habitants
- Secteur 5 : 2 488 habitants
- Secteur 6 : 9 898 habitants
- Secteur 7 : 7 045 habitants

L'ethnie mossi y est dominante, bien qu'historiquement elle n'ait pas la même origine que celle des Mossis du Yatenga (région de Ouahigouya).

## Administration

### Jumelage
- Savannah (États-Unis)
- Châtellerault (France) depuis le 11 juillet 1976[2]
- Herzogenaurach (Allemagne) depuis 1972

## Économie

### Artisanat
Pôle émergent du Burkina Faso, Kaya est réputé pour ses produits d'artisanat, notamment la maroquinerie dont l'originalité fait sa fierté lors des grandes expositions nationales et internationales. Kaya est la cité du cuir au Burkina Faso, avec les multiples produits dérivés comme les sacs à main, les valises, des nattes de prières etc.

## Transports

### Réseau routier
Kaya est traversée par :
- la route nationale 3, qui relie Kaya :
  - à Korsimoro en direction du sud, puis à Ziniaré et à la capitale nationale Ouagadougou vers le sud-ouest ;
  - à Pissila en direction de l'est, puis à Taparko, Yalgo et Dori vers le nord-est, puis à Gorom-Gorom et Markoye vers le nord jusqu'à l'extrémité nord-est de la frontière du pays avec le Mali ;
- la route nationale 15 qui relie Kaya :
  - à Kongoussi, en direction du nord-ouest jusqu'à Ouahigouya, puis Thiou par la route nationale 2 jusqu'à la frontière du pays avec le Mali (où elle se prolonge par la route nationale 15 vers Koro, Bankass, Bandiagara, et Socoura/Sévaré près de Mopti) ;
  - à Pibaoré et Boulsa en direction du sud-est, puis Pouytenga et Sabatenga vers le sud (au carrefour avec la route nationale 4 qui relie vers l'ouest Zorgho, Mogtédo, Kougri, Gonsé et Ouagadougou, ou vers l'est Koupéla, Fada N'Gourma, puis vers le nord-est Matiacoali et Kantchari jusqu'à la frontière vers le Niger en direction de Niamey.
- la route régionale 14, qui relie Kaya à Mané en direction du sud-ouest, puis vers l'ouest jusqu'à Malou (au carrefour avec la route nationale 22 qui relie vers le sud Ouagadougou et vers le nord Kongoussi, Bourzanga, Namissiguima, Djibo, puis vers le nord-ouest Baraboulé, puis vers le nord Diguel jusqu'à la frontière avec le Mali) ; cette route régionale est prolongée vers l'ouest par la route régionale 20 vers Bokin et Yako (au carrefour avec la route nationale 2 reliant Boussé et Ouagadougou vers le sud-ouest, ou Ouahigouya et Koro vers le nord, puis vers le nord-ouest jusqu'à la frontière avec le Mali).

### Réseau ferré
Les travaux de la réhabilitation de la ligne ferroviaire d'Abidjan à Ouagadougou ont débuté le 15 septembre 2017 pour un montant 262 milliards de francs CFA (soit 400 millions d’euros). Ils devraient permettre à terme le prolongement de la ligne jusqu’à la ville de Kaya, située à 100 km au nord de Ouagadougou, laquelle devrait recevoir un barreau ferroviaire amenant le minerai de manganèse de la mine de Tambao.

### Transport aérien
Kaya dispose d'un petit aérodrome (avec une seule piste de 400 m environ, orientée 08/26) au sud-ouest de la ville, à proximité du sud du centre hospitalier régional.

## Santé et éducation
Kaya accueille le centre hospitalier régional (CHR) ainsi que deux centres médicaux (CM) dans les secteurs 1 et 7, et deux centres de santé et de promotion sociale (CSPS) dans les secteurs 4 et 6.
En ce qui concerne l'enseignement, la ville – qui constitue le principal centre d'éducation du nord du pays – possède un lycée provincial Moussa-Kargougou, le lycée municipal, le lycée professionnel de Kaya (édifiée à partir de 2018 et consacré aux métiers de la maroquinerie), le lycée technique Sainte-Monique, le lycée privé Saint Corneille et le lycée Kolog-Koom. Elle accueille de plus l'école supérieure polytechnique.

## Culture et patrimoine

### Religion
La cathédrale Notre-Dame de Kaya, construite en 1976 sur l'église Notre-Dame-des-Victoires fondée en 1936, est le siège du diocèse de Kaya, rattaché à l'archidiocèse de Koupéla, accueillant les évêques de Kaya.

#### Sanctuaire marial de Louda
À quelques kilomètres au sud de la ville, se trouve une colline sur laquelle est installée un sanctuaire marial fondé par Mgr Constantin Guirma, premier évêque du diocèse de Kaya, en 1979. Il est dédié et consacré au Cœur immaculé de Marie en 1984. Ce sanctuaire est le lieu de destination d'un grand pèlerinage diocésain annuel.

### Musique
Kaya est le terroir de virtuoses de la guitare traditionnelle, le « kundé », qui accompagne la plupart des chansonniers mossi. 

### Cuisine
Kaya est également connue pour ses brochettes dont les bouchers de Kaya détiennent le secret.
C'est également la cité du kourakoura faite à base de pâte d'arachide.[réf. nécessaire]

### Sites classés de métallurgie ancienne
Dans les environs de la ville, à 5 km à l'ouest dans le secteur de Tiwêga, se trouvent trois hauts fourneaux très bien conservés de réduction du minerai de fer (à induction directe, de forme tronconique, construits en tuyères et enduits de terre argileuse avec la partie supérieure en scories, hauts de 2,60 m) datés entre le XIIIe siècle et XIVe siècle. Ils ont été classés le 5 juillet 2019 au Patrimoine mondial de l'Unesco avec quatre autres sites (Yamana, Békuy, Kindibo et Douroula qui possède les plus anciens vestiges) dans un ensemble de métallurgie ancienne au Burkina Faso,,.

## Personnalités liées à la ville
- Habibou Sawadogo, chanteuse née à Kaya
- Jean-Baptiste Ouédraogo (1942-), homme politique burkinabé.
- Moussa Kargougou (1926-1997), homme politique